# Claudio Ceni
 (février 2017).
Claudio Ceni est un écrivain suisse d'origine italienne, né le 18 avril 1965 et mort le 28 août 2018 à Lausanne, dans le canton de Vaud.

## Biographie
Son premier roman, Ultime adresse, écrit autour des événements du 11 septembre 2001 à New York, est paru en 2012. Trois ans plus tard, à l’automne 2015, il publie Violence, un roman social dont l’action se déroule en Suisse francophone et qui a reçu le prix du Roman des Romands en 2017.

## Distinctions
- Prix du Roman des Romands pour Violence, 2017
- Bourse de soutien à la création littéraire de la Fondation UBS pour la culture, 2016

## Œuvres
- Cafeteria, théâtre, 2004.
- Ultime adresse, roman, Infolio, 2012.
- Violence, roman, Infolio, 2015.

## Sources
- Bibliothèque cantonale universitaire de Lausanne[3], base de données des écrivains vaudois.
- Viceversa Littérature.ch[4], portail de la littérature suisse.
- Le Matricule des Anges, magazine de littérature contemporaine, numéro de janvier 2013, « Apocalypse Song », recension critique de Ultime adresse par Dominique Aussenac.
- L’Agefi, 4 août 2015, « Les déclinaisons sémantiques de la violence », article de Gilles Martin.
- Tribune de Genève, 25 juillet 2016, « La Fondation UBS distribue 250’000 francs »
- Le Temps, 24 janvier 2017, « Violence » remporte le « Roman des Romands », article de Eléonore Sulser.
- 24 Heures, 23 janvier 2017, « Le Lausannois Claudio Ceni remporte le Roman des Romands », article de Caroline Rieder.
- 24 Heures, 13 février 2017, « La belle dynamique des lettres vaudoises », article de Caroline Rieder.
- Éditions Infolio, Gollion, Suisse.